# کلاویا
کلاویا (انگلیسی: Clavia) شرکت تجهیزات موسیقی سوئدی است، که در سال ۱۹۸۳ تأسیس شد.